# Mevlüt Bora
Mevlüt Bora (* 1. Juni 1947 in Bulgarien) ist ein ehemaliger türkischer Radrennfahrer.

## Sportliche Laufbahn
Bora war Straßenradsportler. Er war Teilnehmer der Olympischen Sommerspiele 1972 in München. Im Mannschaftszeitfahren kam der türkische Straßenvierer mit Mevlüt Bora, Erol Küçükbakırcı, Ali Hüryılmaz und Seyit Kırmızı auf den 24. Platz. Im olympischen Straßenrennen schied er aus.